# Пухова Алеся Володимирівна
Пухова Але́ся Володи́мирівна (рос. Пуховая Алеся Владимировна; нар. 25 жовтня 1975, Борисов, Мінська область, Білоруська РСР) — білоруська акторка театру, кіно і телебачення, педагогиня акторської майстерності.

## Біографія
Алеся Пухова ще в дитинстві мріяла про акторську кар'єру. Навчалася в школі №2 міста Борисов з театрально-хореографічним ухилом, де вивчала гру на фортепіано.
Закінчила театральне училище за спеціальністю «Режисер масових свят».
У 1993 році вступила в Білоруський державний університет культури і мистецтв. Після 2 років навчання на режисерському перешла на акторський факультет і закінчила його 1998 року за спеціальністю «Артист естради розмовного жанру» (мастерня В.Н. Паніна і Д.Г. Титюк).
Отримавши диплом, грала в театрах Мінська: Сучасний художній театр, Новий драматичний театр «Дзе-Я?», Театр-студія кіноактора.
Викладає в рідному виші сценічну речь.
Одружена, виховує дочку Варвару.

## Ролі в театрі
Театр "Дзе-Я?"
- «Распад»
- «Любовь — книга золотая» — Княгиня

Сучасний художній театр
- «Мещанская свадьба»

Театр-студія кіноактора
- «Очень простая история» — Свиня
- «Как выходят в люди, или На всякого мудреца довольно простоты» — Маша
- «Пигмалион» — Покоївка
- «Филумена Мартурано»

## Фільмографія
Уперше на екрані Пухова з'явилася 2003 року в епізодичній ролі в серіалі «Вокзал». За всю кар'єру знялася у понад 120 фільмах і серіалах.
| Рік   | Назва            | Назва                                            | Роль                                               |
| Рік   |                  | Оригінал                                         | Роль                                               |
| ----- | ---------------- | ------------------------------------------------ | -------------------------------------------------- |
| 2022  |                  | По́лымя пад по́пелам Пламя под пеплом (мінісеріал) |                                                    |
| 2019  |                  | Александра и Алёша                               | Свєта                                              |
| 2019  |                  | Ангел-хранитель                                  |                                                    |
| 2019  |                  | Акушерка. Новая жизнь                            |                                                    |
| 2019  |                  | Серебряный отблеск счастья                       |                                                    |
| 2019  |                  | Почти семейный детектив                          | епізод                                             |
| 2018  |                  | Праздник разбитых сердец                         | Зоя, головна роль                                  |
| 2018  |                  | Нераскрытый талант 2                             | Віра                                               |
| 2018  |                  | Нераскрытый талант 3                             | Віра                                               |
| 2018– |                  | Хор (серіал)                                     | Ніна                                               |
| 2018  |                  | Akno (короткометражка)                           |                                                    |
| 2018  |                  | Тётя Маша (мінісеріал)                           | Вікторія                                           |
| 2018  |                  | Сдаётся домик у моря                             | Жанна, головна роль                                |
| 2018  |                  | Плакучая ива                                     | Анастасія                                          |
| 2017  |                  | Куба                                             | Ольга Малініна                                     |
| 2017  |                  | Сказки Рублёвского леса                          | Інна, подруга Поліни, костюмерка                   |
| 2017  |                  | Праздник разбитых сердец (ТВ)                    | Зоя, шахістка                                      |
| 2017  |                  | Три в одном (мінісеріал)                         | Тетяна                                             |
| 2017  |                  | Отогрей мое сердце                               | Лариса                                             |
| 2017  |                  | Цвет спелой вишни (мінісеріал)                   | Зіна                                               |
| 2016  |                  | Нераскрытый талант                               | Віра Дмитрієва                                     |
| 2016  |                  | Выйти замуж любой ценой (мінісеріал)             | Тома, хатня працівниця                             |
| 2016  |                  | Прошу поверить мне на слово                      | Неллі                                              |
| 2016  |                  | Вечное свидание                                  | Наталя                                             |
| 2016  |                  | Обратная сторона Луны 2 (серіал)                 | завуч                                              |
| 2016  |                  | Невероятные приключения Арбузика и Бебешки       |                                                    |
| 2016– |                  | Жизнь после жизни (серіал)                       | Віра                                               |
| 2016  |                  | Дом Фарфора (мінісеріал)                         | реєстраторка РАГСу                                 |
| 2016  |                  | Отогрей мое сердце (ТВ)                          | Лариса                                             |
| 2016  |                  | Коварные игры (мінісеріал)                       | Світлана                                           |
| 2016  |                  | Долги совести (мінісеріал)                       | Оля, подруга Тетяни                                |
| 2015  |                  | Печенье с предсказанием (мінісеріал)             |                                                    |
| 2015  |                  | Фамильные ценности (серіал)                      | Мар'яна                                            |
| 2015  |                  | Деревенский роман (серіал)                       | Наталя Степанівна, мати Альони                     |
| 2015  |                  | Королева красоты (серіал)                        | Ірина Андреєва                                     |
| 2015  |                  | Последняя жертва Анны (мінісеріал)               | Люся                                               |
| 2015  | Червона королева | Красная королева (серіал)                        | Вірочка Гладишева, головна конструкторка Дому моди |
| 2015  |                  | Паук (Гознак)                                    | телефоністка в Расторгуєво                         |
| 2014  |                  | Звёзды светят всем (ТВ)                          |                                                    |
| 2014  |                  | Мама, я женюсь! (ТВ)                             |                                                    |
| 2014  |                  | Врачиха (серіал)                                 | Надя                                               |
| 2014  |                  | Не покидай меня, Любовь                          |                                                    |
| 2014  |                  | Плюс Любовь (серіал)                             | Рита Танеєва, медсестра                            |
| 2014  |                  | Кружева (ТВ)                                     | хазяйка ательє                                     |
| 2014  |                  | Нереальная любовь                                |                                                    |
| 2014  |                  | Сон как жизнь (мінісеріал)                       | завгосп психлікарні                                |
| 2013  |                  | Под знаком Луны (мінісеріал)                     |                                                    |
| 2013  |                  | Поезд на север (мінісеріал)                      |                                                    |
| 2013  |                  | Иллюзия счастья (мінісеріал)                     | Іра                                                |
| 2013  |                  | Процесс (мінісеріал)                             | няня                                               |
| 2013  |                  | Сила Веры (мінісеріал)                           | Анжела                                             |
| 2013  |                  | Фродя (мінісеріал)                               | Валя, поштарка                                     |
| 2013  |                  | У вас будет ребёнок (серіал)                     | вожата                                             |
| 2013  |                  | Особенности национальной маршрутки (мінісеріал)  | Люба Гурова                                        |
| 2012  |                  | Источник счастья (мінісеріал)                    | Зоя Поліванова, головна роль                       |
| 2012  |                  | Снайпер 2. Тунгус (мінісеріал)                   | Варя Соболева                                      |
| 2012  |                  | Знахарка (ТВ)                                    | Марина Василівна                                   |
| 2012  |                  | Блиндаж (мінісеріал)                             |                                                    |
| 2012  |                  | Сердце не камень (серіал)                        | Раїса, продавчиня в сільпо                         |
| 2012  |                  | Жила-была любовь (ТВ)                            | Аня, медсестра                                     |
| 2012  |                  | Ой, ма-моч-ки! (серіал)                          |                                                    |
| 2012  |                  | Ма-моч-ки!.. (ТВ)                                |                                                    |
| 2012  |                  | 1812: Уланская баллада                           |                                                    |
| 2012  |                  | Охота на гауляйтера (серіал)                     | Орися                                              |
| 2011  |                  | Печали–радости Надежды (ТВ)                      | Тома                                               |
| 2011  |                  | У реки два берега 2. Продолжение (ТВ)            | Свєта                                              |
| 2011  |                  | В полдень на пристани (мінісеріал)               | квартирная хазяйка Кирила                          |
| 2011  |                  | Расплата за любовь (ТВ)                          |                                                    |
| 2011  |                  | Талаш (мінісеріал)                               | Альона                                             |
| 2011  |                  | Всё, что нам нужно... (мінісеріал)               |                                                    |
| 2011  |                  | Жила-была одна баба                              |                                                    |
| 2011  |                  | Пять невест                                      | породілля, дружина Єгора                           |
| 2010  |                  | Школа проживания                                 | Зойка                                              |
| 2010  |                  | Любовь Надежды                                   | епізод                                             |
| 2010  |                  | Тихий омут                                       | Віра                                               |
| 2010  |                  | Любовь Надежды (мінісеріал)                      |                                                    |
| 2010  |                  | Трамвай в Париж (ТВ)                             |                                                    |
| 2010  |                  | Око за око                                       |                                                    |
| 2010  |                  | Женить миллионера! (мінісеріал)                  |                                                    |
| 2009  |                  | Детективное агентство «Иван да Марья»            | Дар'я                                              |
| 2009  |                  | Золотая страна                                   | дівчина з рекламного ролика                        |
| 2009  |                  | Снайпер (мінісеріал)                             | Зіна                                               |
| 2009  |                  | Сёмин                                            |                                                    |
| 2009  |                  | Тень самурая                                     | Зінаїда, праля                                     |
| 2008  |                  | В июне 41-го                                     | Ядвіга                                             |
| 2008  |                  | Покушение (серіал)                               | Звонарьова, 'Веснушкіна'                           |
| 2008  |                  | Птица счастья (мінісеріал)                       | Неля Пухова                                        |
| 2008  |                  | Риорита                                          | епізод                                             |
| 2008  |                  | Не пытайтесь понять женщину (ТВ)                 | Наперсток                                          |
|       |                  | Ермоловы                                         | Катерина                                           |
| 2008  | Стиляги          | Стиляги                                          | епізод                                             |
| 2008  |                  | Пока мы живы (ТВ)                                | Томка                                              |
| 2008  |                  | На спине у черного кота                          | продавчиня в сільпо                                |
| 2008  |                  | Господа офицеры: Спасти императора               | куртизанка                                         |
| 2008  |                  | Наваждение (ТВ)                                  | голова студради                                    |
| 2007  |                  | Враги                                            | Варвара                                            |
| 2007  |                  | Бумеранг                                         | молода зечка                                       |
| 2007  |                  | Я сыщик                                          | епізод, фільм «Три цвета страха» (5-й)             |
| 2005  |                  | Мужчины не плачут 2                              | епізод                                             |
| 2005  |                  | Воскресенье в женской бане                       | главная роль: Єлена, серія «Визит дамы» (14-я)     |
| 2005  |                  | 12 месяцев                                       | Дочка                                              |
| 2005  |                  | Ко́лер каха́ння Цвет любви (короткометражка)       | красильщиця-незнайомка                             |
| 2005  |                  | Нежная зима (мінісеріал)                         | епізод                                             |
| 2003  |                  | Герой нашего племени (серіал)                    | Анєчка                                             |
| 2003  |                  | Вокзал (мінісеріал)                              | епізод                                             |

## Нагороди і відзнаки
Диплом за найкращий акторський дебют на XII Міжнародному кінофестивалі країн співдружності незалежних держав і Балтії "Лiстапад-2005".